# Bolivia TV
A Bolívia TV (antiga Televisión Boliviana), é uma cadeia de televisão pertencente ao Sistema Nacional de Radiodifusão do "Estado Plurinacional de Bolívia". Sua primeira transmissão regular foi o 30 de agosto de 1969.
Em teoria, a função de um canal de televisão nacional (como outros de sua espécie, por exemplo, a BBC , a televisão espanhola , TVN Chile , etc.) é relatar objetivamente e contribuir para o desenvolvimento social e cultural. Mas na prática, desde a sua fundação em 1969, a boliviana Television sempre funcionou como um meio de publicidade do governo atual na Bolívia, e sua programação tem dependia dos caprichos do partido em função de governo, mas com algumas variações. tem 160 estações em todo o país.  